# Maison de justice du Bizot
La Maison de justice du Bizot est un ancien tribunal, du XVIe siècle, et protégé des monuments historiques, situé sur la commune du Bizot dans le département du Doubs en France.

## Histoire
Une inscription sur une des fenêtres indique la date de « 1527 », qui pourrait être la date de construction de la maison. La destruction du château de Réaumont, en 1639, oblige les seigneurs de ce fief à déplacer leur centre de justice vers le village du Bizot. La maison devient alors le lieu de la justice seigneuriale et d'hébergement du juge. Le notaire Pierre Lambert du Bélieu, sera le premier juge-châtelain à exercer la fonction de juge de la seigneurie de Réaumont dans cette maison, suivi par son fils Étienne (de1647 à 1658). 
La partie du XVIe siècle de la maison de justice est inscrite au titre des monuments historiques par arrêté du 19 décembre 2001.

## Localisation
Le bâtiment est situé au centre du village, au 3 rue de l'Église.

## Architecture
L'édifice est de plan rectangulaire et certaines façades offrent un décor mouluré et sculpté, comme en témoignent certaines fenêtres à croisées, sculpture du bâton de justice et bas-relief du portrait du juge.

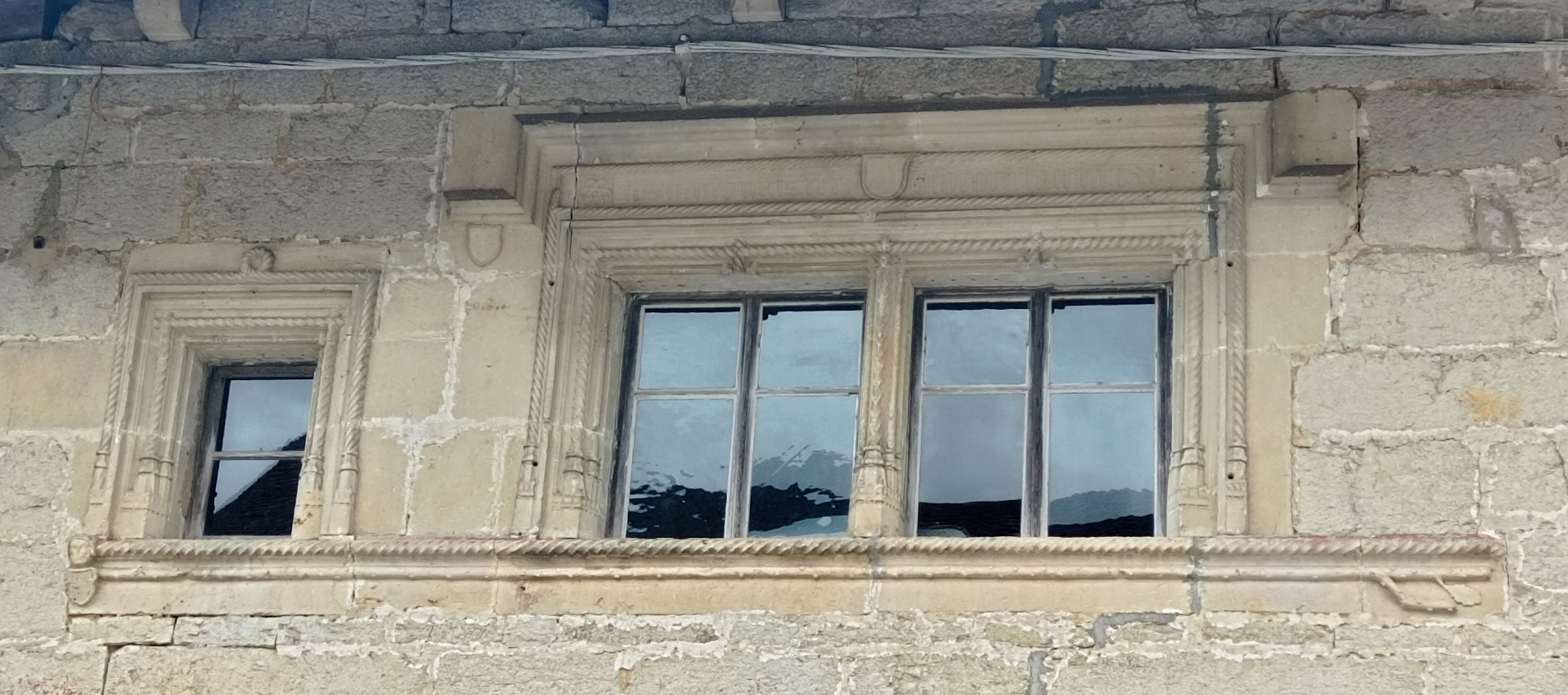
Fenêtres de la Maison de justice.
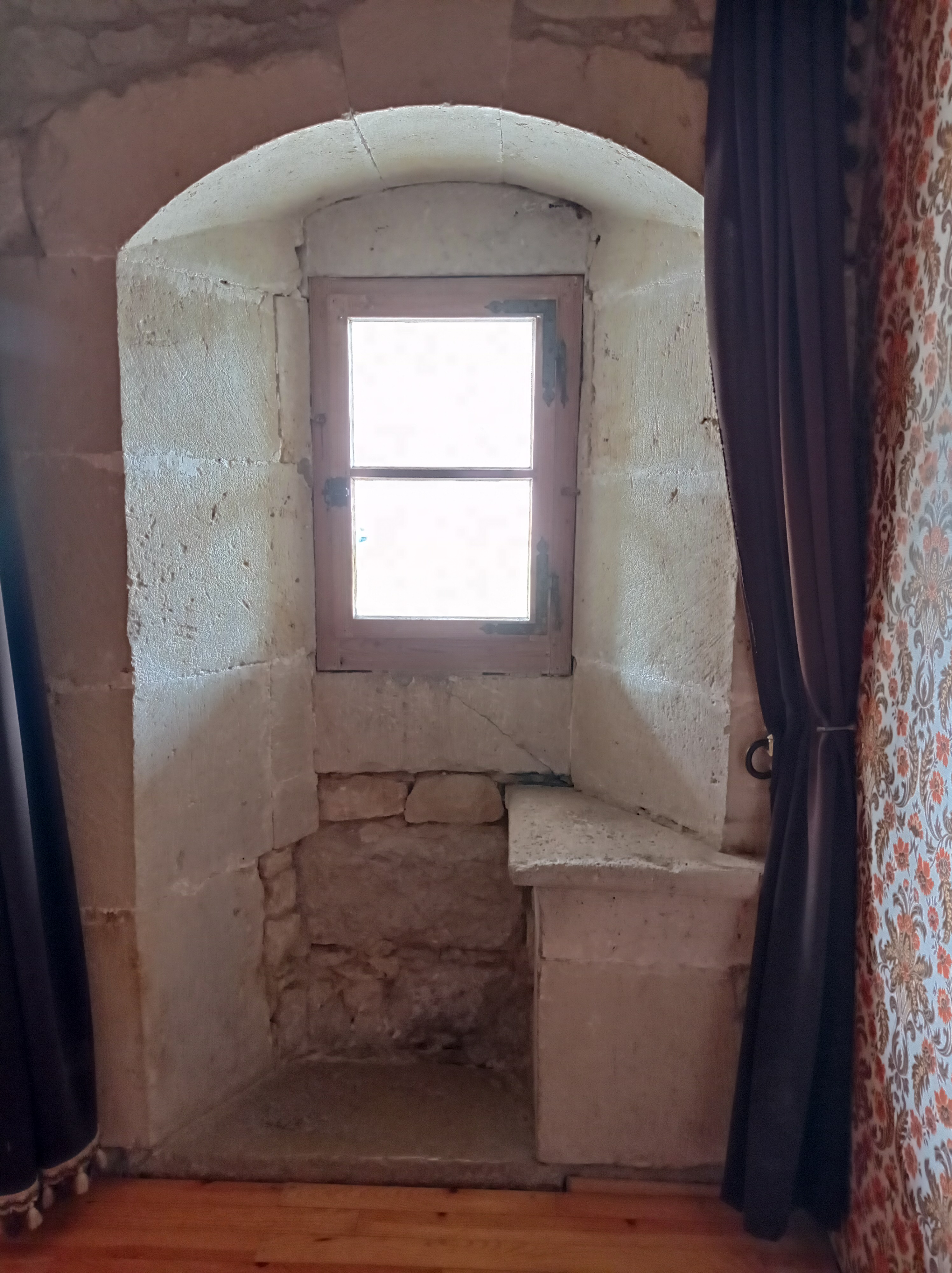
Embrasure de la fenêtre du juge.
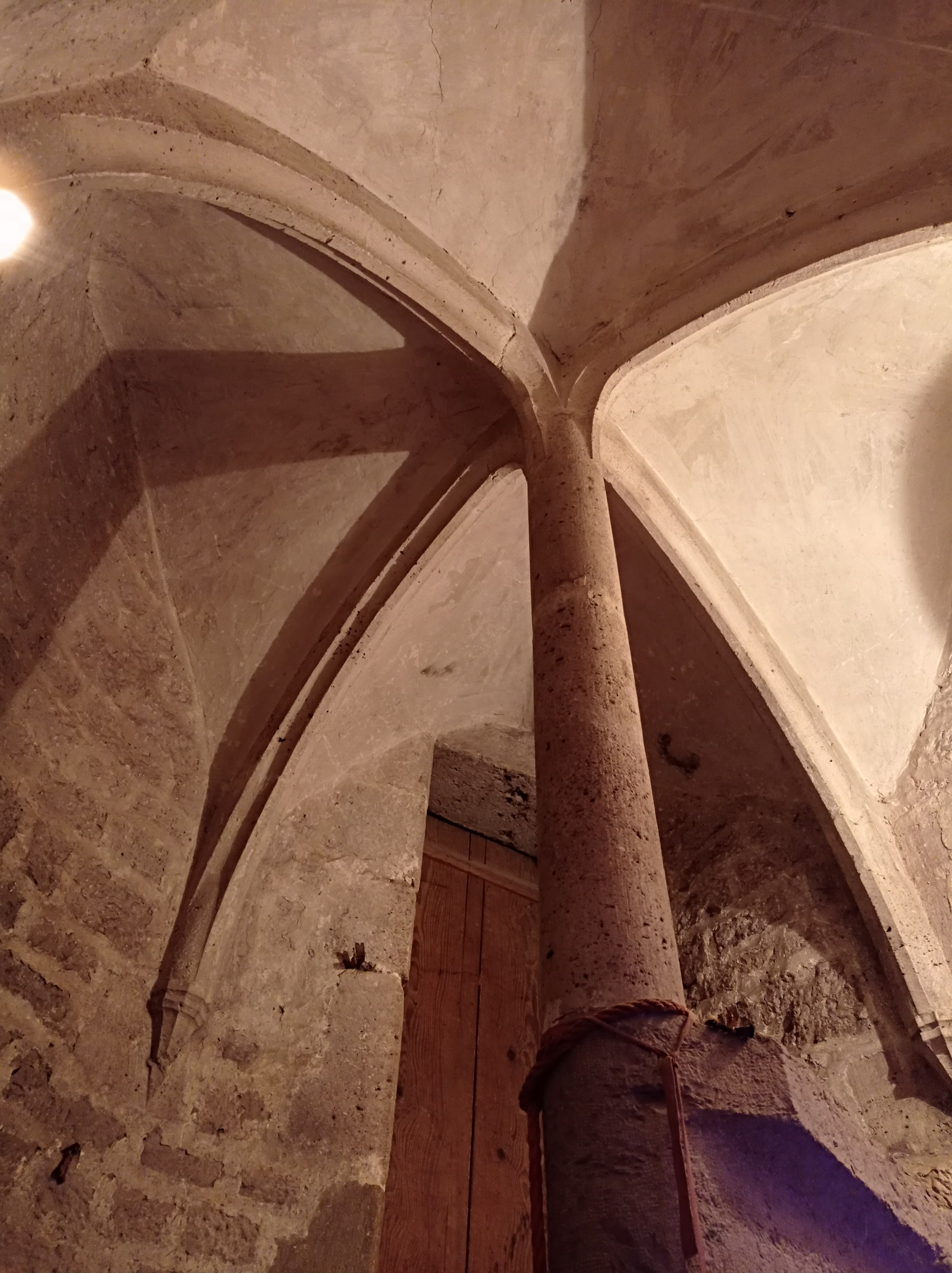
Voûte de l'escalier de la Maison de justice.